# 성인용품

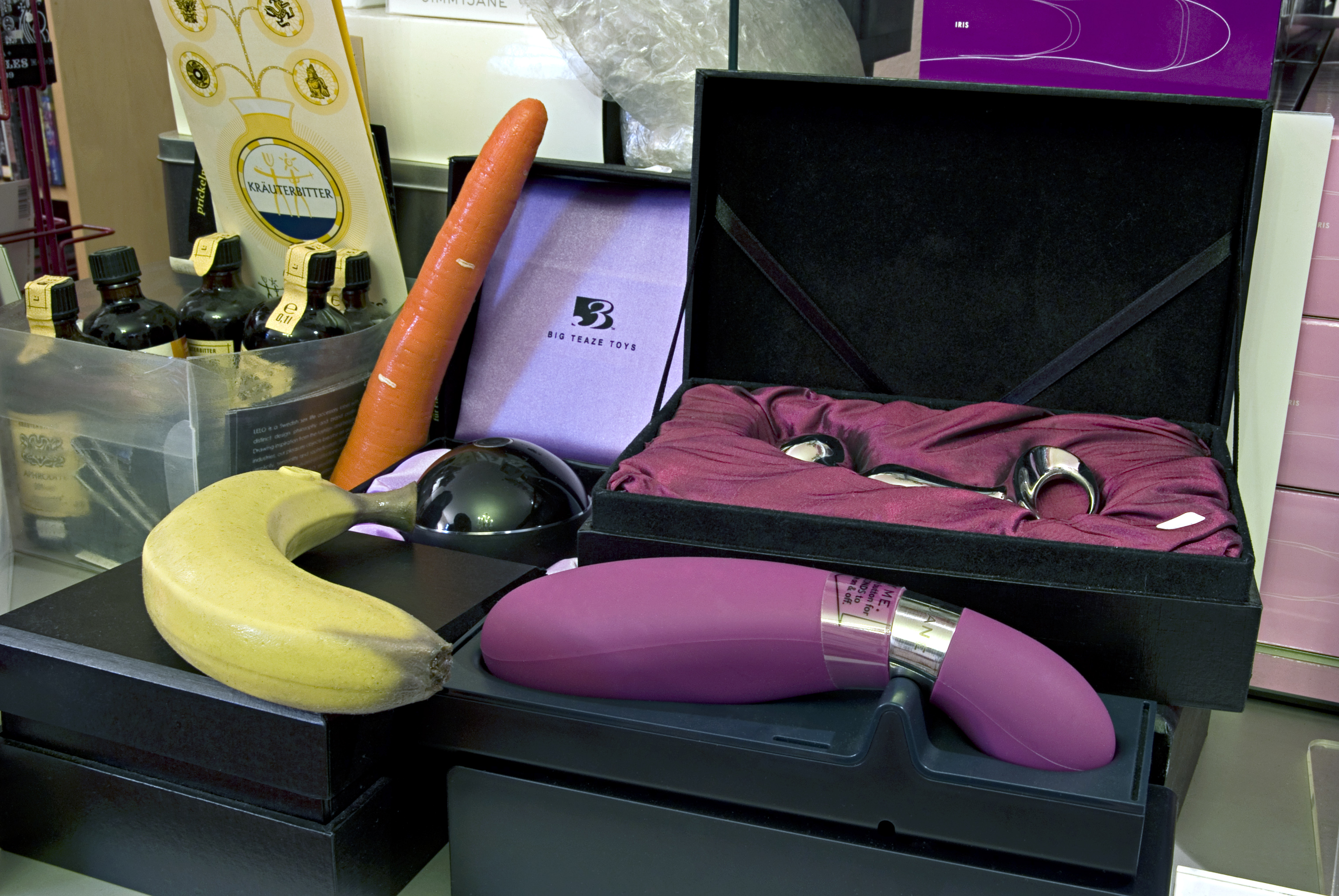
독일, 2005년 성인용품 컬렉션

성인용품(成人用品, sex toy)은 주로 성적 쾌감을 촉진하는 데 사용되는 물건이나 장치로, 딜도, 인공질 또는 바이브레이터 등이 있다. 많은 인기 있는 성인용품은 인간의 성기 모양을 닮도록 디자인되었으며, 진동 기능이 있거나 없을 수 있다. 성인용품이라는 용어는 BDSM 기구와 섹스 스윙과 같은 섹스 가구도 포함할 수 있지만, 피임, 포르노그래피, 콘돔과 같은 물건은 취급하지 않는다.
성인용품은 주로 성인용품점이나 온라인으로 판매되지만, 약국, 성인용품점, 헤드 샵, 백화점에서도 판매될 수 있다. 성인용품은 거의 모든 국가에서 남녀 모두가 구매 가능하다.

## 유형

### 에로틱 전기 자극

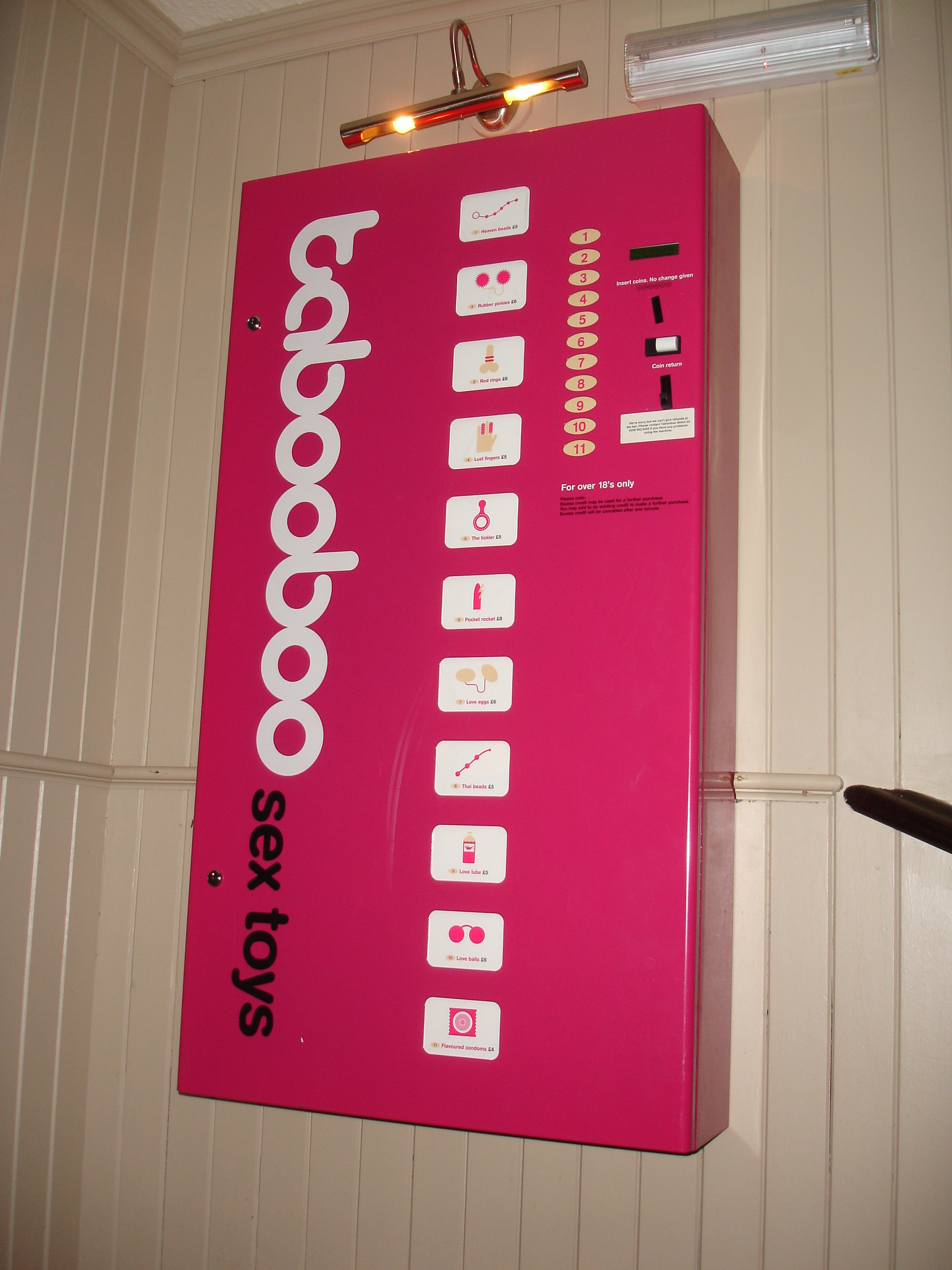
2005년 잉글랜드의 타부부 성인용품 자동 판매기

남성용 및 여성용 성인용품의 또 다른 형태는 에로틱 전기 자극을 위한 것이다. 에로틱 전기 자극은 전기를 사용하여 성적 자극을 주는 행위를 의미한다. 1970년대 중반까지 의료용 경피 신경 전기 자극(TENS) 기계가 널리 사용 가능했다. 이 기계는 전기로 신경 말단을 자극하여 뇌에 자극 신호를 보내는 방식으로 작동한다. 전기 자극은 동일한 원리로 작동하며, 뇌가 성기에서 자극 신호를 받으면 쾌감 호르몬이 분비된다.

### 에로틱 가구
에로틱 가구는 편안함, 삽입 수준, 자극을 위해 특별히 형태를 갖춘 가구이다. 섹스 가구라고도 불리며, 성행위를 보조하는 역할을 할 수 있는 가구의 한 형태이다. 거의 모든 것이 이 목적으로 사용될 수 있지만, 성행위에 가장 흔하게 사용되는 가구는 침대 및 소파이며, 주된 용도가 에로틱한 것이 아니므로 에로틱 가구는 아니다.

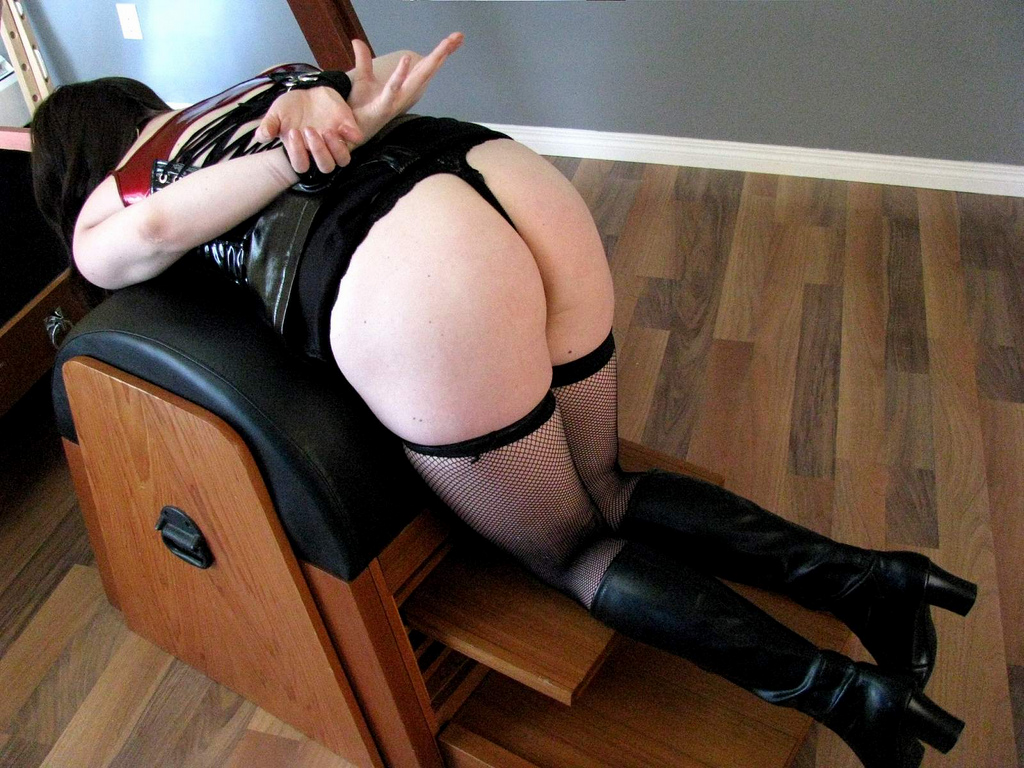
스팽킹 벤치

에로틱 목적으로 특별히 고안된 가구는 다음을 포함할 수 있다:
- 에로틱 스팽킹 및 채찍질을 위한 장치
- 복잡한 슬링 없이 중력을 이용하여 성교를 돕는 장치
- 피스팅 슬링 - 피스팅 시 받는 사람의 자세를 잡는 데 사용
- 섹스 글라이더 - 자세를 잡는 데 도움을 주거나 개인적인 쾌감을 위한 딜도가 부착될 수 있음
- 섹스 스윙

### 일반 삽입 장난감

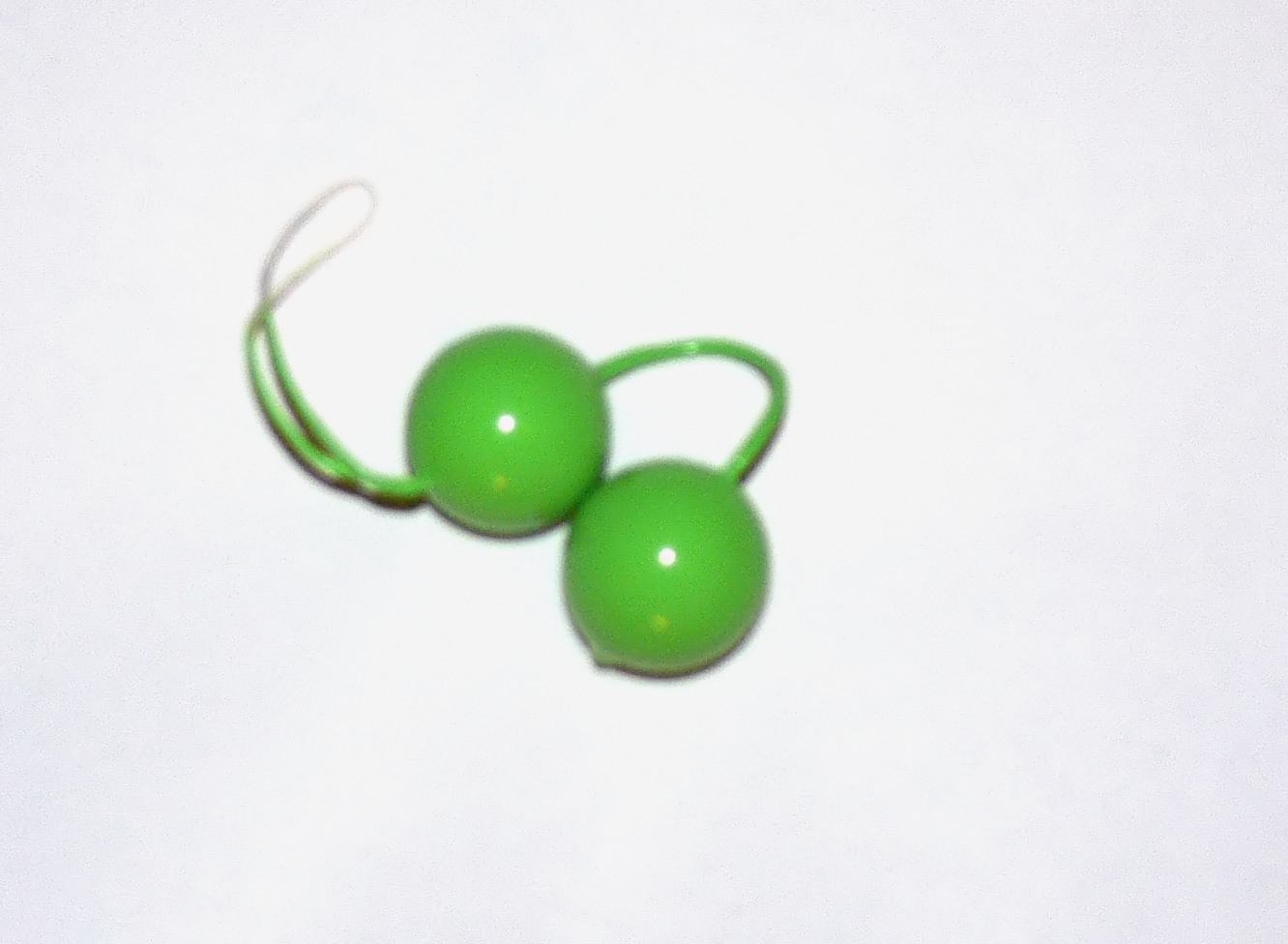
벤와볼의 한 종류

- 벤와볼은 질에 삽입하는 속이 빈 금속 공으로, 장시간 질 안에 착용할 수 있다. 내부의 구름 운동이 오르가슴을 증진시킨다고 주장된다.
- 딜도는 질 또는 항문 성적 자극에 사용되는 비진동 장치이다. 딜도는 일반적으로 실리콘 고무로 만들어지지만, 티타늄, 스테인리스강, 알루미늄 또는 유리와 같이 신체에 안전한 금속과 같은 다른 재료로도 만들어질 수 있다. 종종 페니스 모양으로 만들어지지만, 일부는 G-스팟 또는 P-스팟 자극을 위해 C자형 또는 S자형으로 되어 있다.
  - 더블 페네트레이션 딜도는 양쪽 끝이 삽입용으로 설계된 길고 보통 유연한 딜도이다. 두 사람 간의 상호 삽입을 가능하게 한다.
  - 스트랩온 딜도는 하네스에 착용하는 딜도로, 다른 사람을 삽입하는 데 사용된다.
- 말발굽 모양의 딜도는 말발굽과 유사한 모양의 비진동 성인용품으로, 질과 항문에 동시에 삽입된다. 부드러운 플라스틱으로 만들어진다.
- 케겔 운동기구는 질 바벨, 알, 저글러라고도 불리며, 골반기저근의 근육 긴장도를 개선하도록 설계되었고, 성적 쾌감뿐만 아니라 질 반응을 향상시키는 데도 사용될 수 있다.
- 섹스 기계는 모터로 구동되는 장치로, 삽입과 회전 또는 왕복 운동, 또는 둘 다 결합한다.[1]

#### 항문 장난감
- 애널 비즈

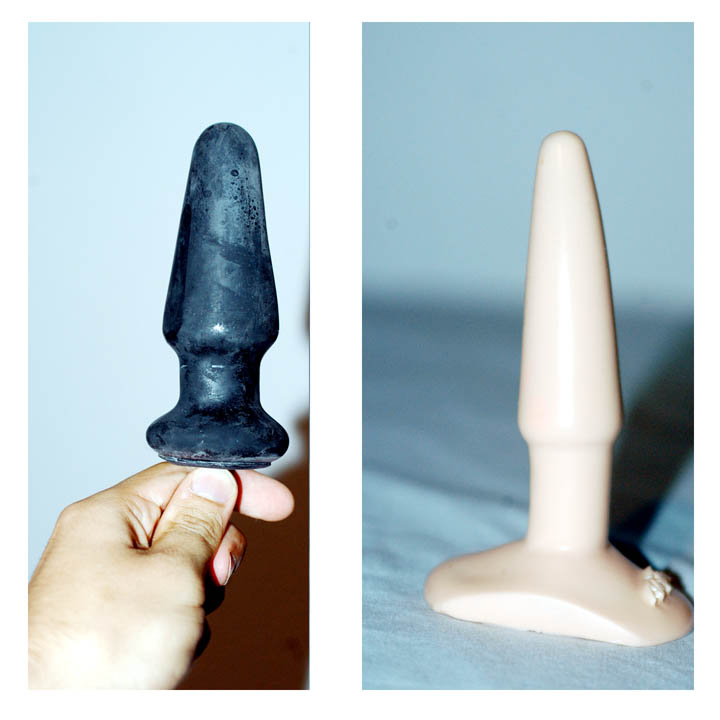
두 개의 버트 플러그

- 버트 플러그는 종종 항문 삽입을 위한 짧은 딜도이다. 이들은 장치가 직장으로 빨려 들어가는 것을 방지하기 위해 플레어드 베이스를 갖는 경향이 있다.
- 전립선 안마기는 건강과 쾌감을 위해 전립샘을 자극하도록 설계된 장치이다.

#### 유리 성인용품

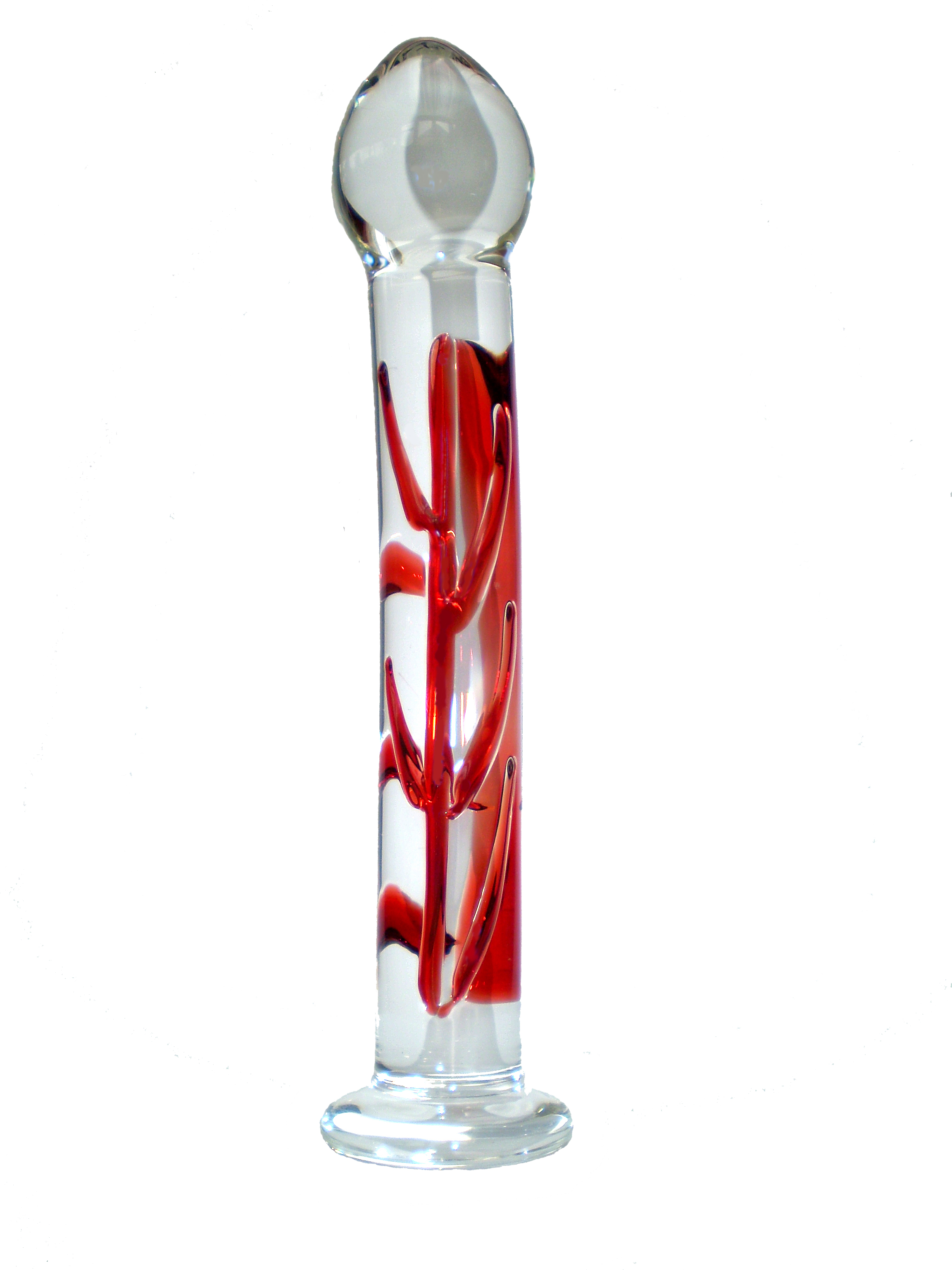
유리 딜도

유리 성인용품은 일반적으로 투명한 의료용 붕규산 유리로 만들어진다. 이 특정 유형의 안전 강화 유리는 무독성이며 구조적 무결성을 손상시키지 않고 극한 온도와 물리적 충격에 견딜 수 있다.
이러한 고급 재료를 선택하면 안전하게 사용할 수 있으며 장난감을 가열하거나 냉각할 수 있다. 붕규산 유리는 또한 비다공성이며 재사용 시 감염을 예방하기 위해 살균할 수 있다. 최고 품질의 유리 장난감은 식기세척기에 넣을 수도 있어 청소하기 쉽다. 실용적인 품질 외에도 유리 성인용품의 주요 판매 요인은 시각적 매력이다.
일부 유리 성인용품은 진동한다. 이를 달성하는 두 가지 주요 방법이 있다. 장난감에 작은 불릿 바이브레이터를 삽입할 수 있는 구멍이 있거나, 유리 디자인의 코어를 표준 바이브레이터 형태로 변경할 수 있다. 후자의 옵션은 일반적으로 배터리 칸을 덮는 플라스틱 캡이 있으며, 여기에는 제어 버튼이나 스위치도 포함된다.

#### 바이브레이터

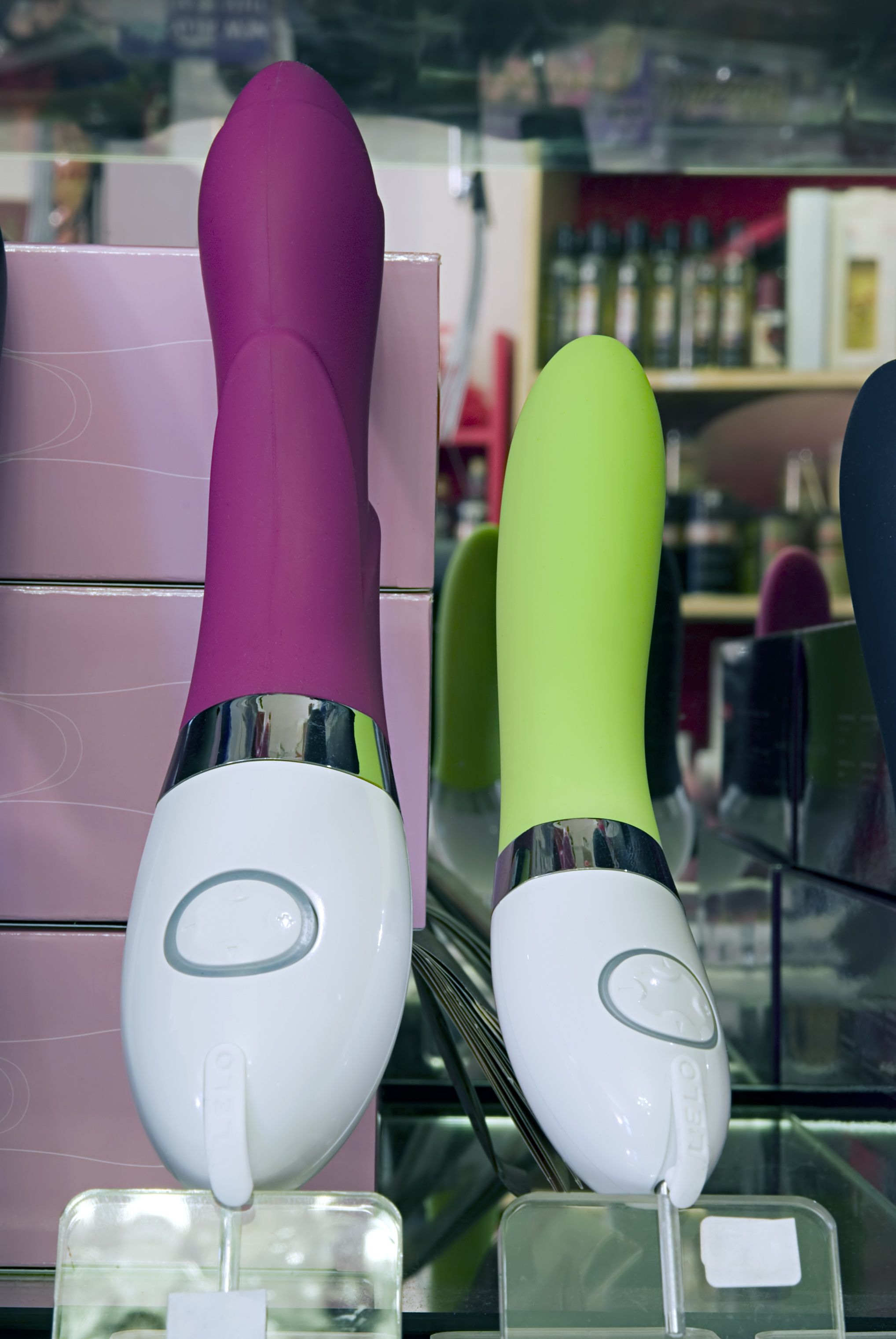
성인용품점에 있는 두 개의 바이브레이터

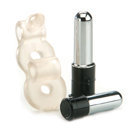
커플용 바이브레이터: 러브 링

바이브레이터는 맥동하거나 윙윙거리는 느낌을 만들어 몸을 자극하기 위한 전동 장치이다. 바이브레이터는 내부 또는 외부 사용을 위해 다양한 모양과 크기로 제공된다. 내부 사용을 위한 일부 바이브레이터는 음경 모양이다. 작은 바이브레이터는 손가락 장난감이나 콕링으로 사용할 수 있는 신축성 있는 루프 부착물이 있을 수 있다. 삽입형 바이브레이터는 일반적으로 길이가 12~18cm이고 너비가 2~5cm로, 종종 평균 음경 크기를 모방한다.
- 애널 바이브레이터는 직장에 삽입하도록 설계되었으며, 남성의 전립샘을 자극할 수 있다. 가장 안전한 것들은 몸 밖에 남아 있어 장난감이 회수 불가능하게 되는 것을 방지하는 플레어드 베이스를 가지고 있다.
- 불릿 바이브레이터는 작고 총알 모양의 바이브레이터로, 직접 자극용으로 사용하거나 다른 성인용품에 삽입하여 자극을 높일 수 있다. 일부는 손가락 장난감이나 콕링으로 부착할 수 있는 신축성 있는 루프와 함께 판매된다.
- G-스팟 바이브레이터는 여성의 G-스팟 자극을 용이하게 하기 위해 한쪽 끝이 구부러져 있다.
- P-스팟 바이브레이터는 남성의 P-스팟 자극을 용이하게 하기 위해 한쪽 끝이 구부러져 있다.
- 럭셔리 바이브레이터는 디자인과 고가의 재료 사용에 초점을 맞춰 고급 패션 시장에 어필한다.
- 토끼 바이브레이터는 여러 종류가 있으며, TV 시리즈 섹스 앤 더 시티로 인해 대중화된 인기 있는 여성 성인용품이다.[2] 삽입 가능한 샤프트로 구성되어 있으며, 종종 회전 및 내부 구슬 또는 추력 동작과 같은 추가 기능이 있다. 샤프트에는 진동하는 음핵 자극기가 부착되어 있다. 대부분의 토끼 바이브레이터는 음핵의 양쪽에 위치하는 토끼 귀 형태이다.
- 시비안은 음핵 자극기와 질 자극기의 형태를 띠는 이중 영역 바이브레이터로, 두 성감대를 동시에 독립적으로 자극하도록 설계되었다.

### 유두 장난감
- 유두 클램프는 다양한 압력을 가하여 유두를 자극하는 데 사용되는 클램프이다.
- 흡입 장치는 일반적으로 고무 또는 유리로 만들어진다.

### 음경 장난감

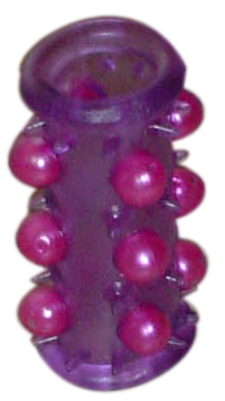
음경 슬리브

- 인공질은 포켓 퍼시, 남성 자위기구, 또는 스트로커라고도 불리며,[3] 성교를 시뮬레이션하기 위해 부드러운 재질로 만들어진 튜브이다. 이 재질과 종종 질감이 있는 내부 통로는 음경을 자극하고 오르가슴을 유도하도록 설계되었다. 남성 자위기구는 다양한 모양과 스타일로 제공된다. 외음부, 항문, 입 모양이거나, 단순히 구멍 모양일 수도 있다. 일부 남성 자위기구는 일회용이며 일부는 세척하여 반복 사용할 수 있다. 일부는 착유기와 유사하게 작동하는 섹스 기계 옵션이 장착되어 있다.[4]
- 콕링은 음경 내부에 혈액을 유지하여 남성 발기를 연장한다. 남성은 발기 부전을 해결하거나 콕링 착용으로 인한 조임과 팽창감을 위해 콕링을 착용할 수 있다. 일부 모델에는 돌출된 음핵 자극기가 포함되어 있어 성관계 중 음핵을 자극하도록 설계되었다. 다른 모델은 링 자체가 진동하거나, 인기 있는 '돌고래' 변형에서는 두 개의 분리 가능한 불릿 바이브레이터를 사용하여 고환과 음핵 모두에 자극을 제공한다. 일부 콕링에는 착용자가 성교 중 파트너를 자극할 수 있는 바이브레이터가 부착되어 있기도 하다. 특히 음낭이나 회음을 자극한다.[5] 또 다른 콕링은 착용자의 회음을 문지르고 압력을 가하는 팔을 가지고 있다.[6]
  - 트리플 크라운은 고환을 묶기 위한 추가 링이 있는 특수 콕링이다. 오르가슴 시 고환은 보통 사정 전에 몸 안으로 수축한다. 트리플 크라운은 고환이 몸에서 멀리 떨어져 있게 강제하여 오르가슴의 감각을 변화시키고 강화한다.
- 도킹 슬리브는 음경 슬리브와 유사한 원통형 장치이지만 양쪽 끝이 열려 있어 두 남성이 도킹할 수 있다.
- 음경 슬리브는 음경 샤프트에 착용하는 원통형 장치로, 삽입되는 사람에게 자극을 증가시키는 것을 목표로 한다. 종종 더 많은 자극을 제공하기 위한 부드러운 돌기가 있다.
- 요도 사운드는 수심을 측정하는 해상 사운딩 로드에서 이름을 따온 막대로, 성적 자극을 위해 요도에 삽입된다.[7]

### 외음부 장난감
- 히타치 매직 완드와 같은 진동봉은 일반적으로 배터리 전원이 아닌 전기 콘센트에 꽂아서 사용하는 큰 진동기로, 종종 등 마사지기로 판매된다.[8] 대부분의 배터리 구동 진동기보다 훨씬 강력한 진동을 발생시킬 수 있다.[8] 실리콘 또는 고무 재질로 만들어진 다양한 부착물은 장난감을 삽입용으로 사용하거나, 장난감에 더 흥미로운 질감을 부여할 수 있다.[8][9]
- 음핵 바이브레이터는 직접 접촉하여 음핵을 자극하도록 설계되었다.[10]
- 우머나이저는 공기 진동과 흡입을 사용하는 음핵 자극기이다.[11][12]
- 음핵 클램프는 압력을 가하고 혈류를 제한하여 음핵을 자극하는 데 사용된다.[13]
- 푸시 펌프와 음핵 펌프는 자위 또는 파트너와의 성관계 전에 성기 부위를 민감하게 만드는 데 사용된다.[14]
- 음핵 흡입 장난감은 주로 작은 터널로 구성되어 있으며, 음핵 주위에 놓이고 전원이 켜지면 흡입감을 유발한다.[15]

## 역사

### 딜도

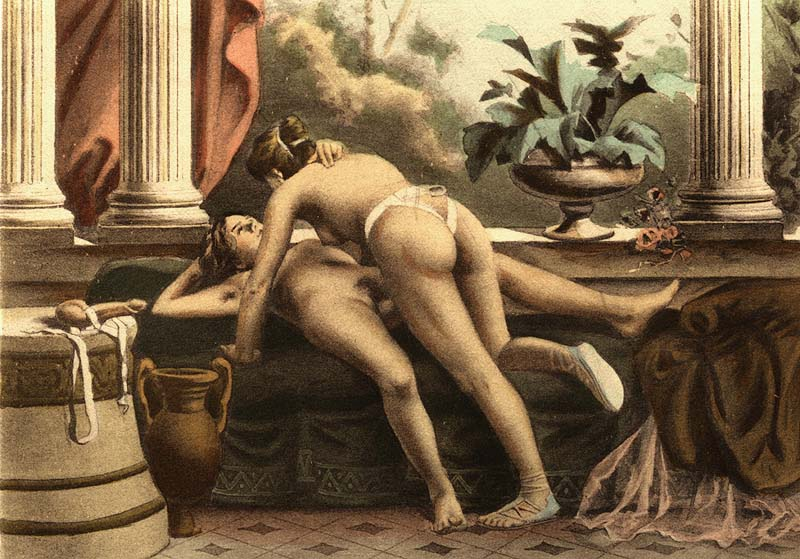
두 여성이 스트랩온 딜도를 사용하는 모습. 에두아르앙리 아브릴의 《De Figuris Veneris》(1906) 석판화

딜도는 이런저런 형태로 역사 전반에 걸쳐 널리 존재해왔다. 후기 구석기 시대의 바통 드 코망드망 유형의 유물은 성적 목적으로 사용되었을 것으로 추정된다. 소수의 고고학자만이 이러한 물건들을 성인용품으로 간주하지만, 고고학자 티모시 테일러는 이렇게 말했다. "빙하기 막대들의 크기, 모양, 그리고 일부 경우 명확한 상징성을 볼 때, 가장 분명하고 직접적인 해석을 피하는 것은 불성실해 보인다. 그러나 그것은 회피되어 왔다."
최초의 딜도는 돌, 타르, 나무, 뼈, 상아, 석회암, 이빨 등으로 만들어졌으며, 음경 모양으로 형성될 수 있고 삽입형 성인용품으로 사용하기에 충분히 단단했다. 과학자들은 독일, 울름 근처 호흘레 펠스 동굴에서 발견된 3만 년 전 후기 구석기 시대의 20cm 규암 팔루스가 딜도로 사용되었을 수 있다고 믿는다. 기원전 19,000년에서 13,000년 전으로 거슬러 올라가는 선사 시대 양두 딜도들이 발견되었다. 기원전 3,000년경 고대 이집트의 여러 그림에는 딜도가 다양한 방식으로 사용되는 모습이 담겨 있다. 기원전 5세기 이전에 고대 그리스에서는 올리스보콜리케스라고 알려진 딜도 모양의 막대빵이 알려져 있었다. 1400년대 이탈리아에서는 딜도가 가죽, 나무, 또는 돌로 만들어졌다. 내시의 1590년대 초 작품인 《사랑의 선택》에는 유리로 만든 딜도가 언급되어 있다. 딜도는 17세기와 18세기 일본, 슌가에도 등장했다. 이 에로틱 소설들에서 여성들은 딜도를 열정적으로 사는 것으로 묘사되는데, 일부는 물소 뿔로 만들어졌다.
딜도는 단지 성적 쾌락을 위해서만 사용되지 않았다. 유라시아 빙하기 (기원전 40,000~10,000년)와 로마 시대의 사례는 처녀성 박탈 의식에 사용되었을 것으로 추정된다.
딜도에 대한 많은 언급은 역사 및 민족지 문헌에 존재한다. 현대 재료의 발명으로 다양한 모양, 크기, 색상 및 질감의 딜도를 만드는 것이 더욱 실용적이 되었다.

#### 고대 그리스

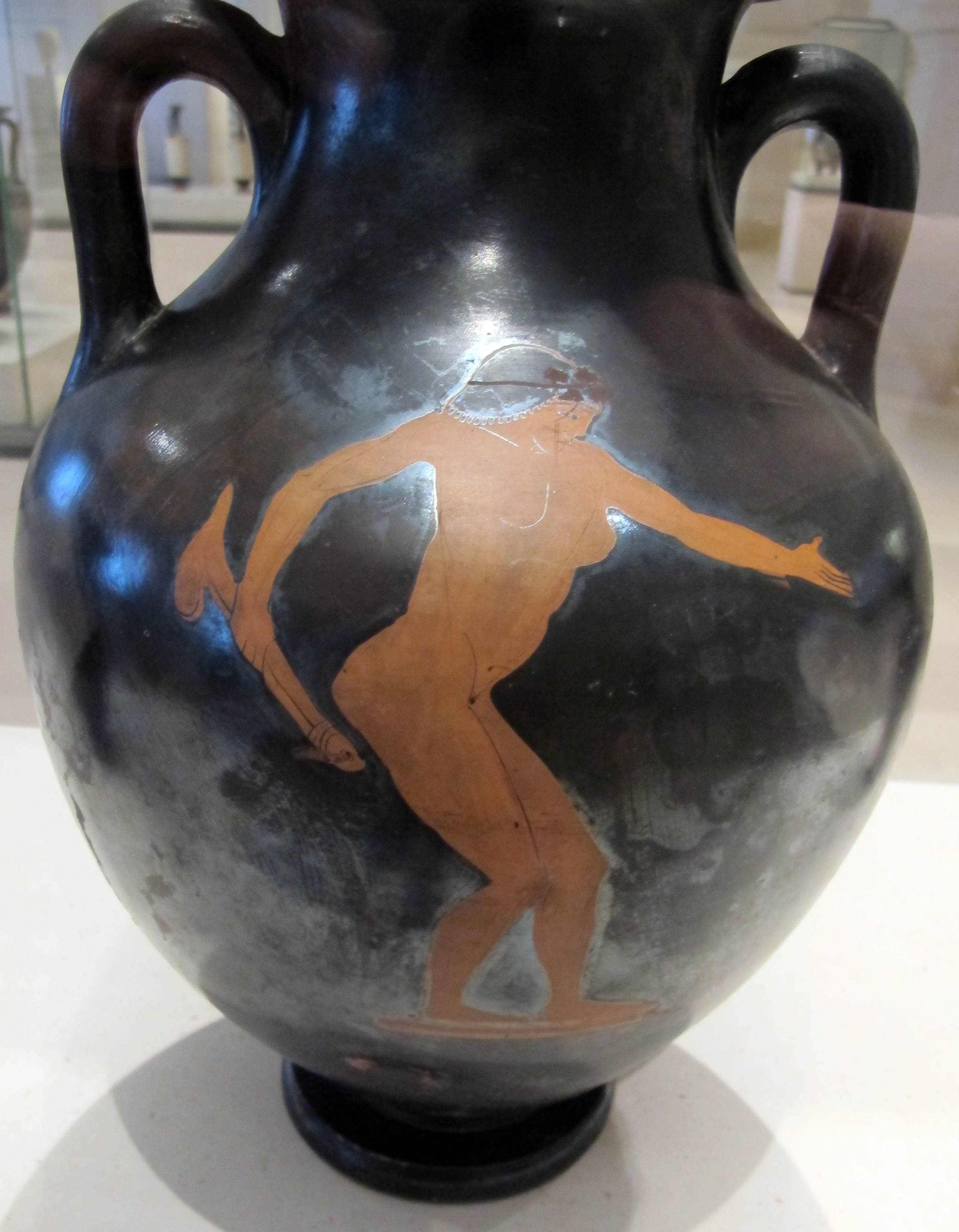
딜도를 든 여성. 날아다니는 천사 화가의 작품으로 추정되는 적색 입상 암포라 (기원전 c. 490); 파리 시립 미술관

그리스 딜도는 종종 양모를 채워 다양한 두께와 단단함을 주어 가죽으로 만들어졌다. 이들은 종종 올리브 오일로 윤활 처리되었으며, 성적 연습 및 기타 활동에 사용되었다. 그리스인들은 또한 딜도를 지칭할 때 장난감이라는 용어를 처음 사용한 집단 중 하나였다. 딜도는 일부 고대 그리스 꽃병 예술에서 볼 수 있다. 일부 작품은 단체 섹스 또는 여성의 단독 자위행위에서 딜도 사용을 보여준다. 기원전 6세기경의 한 그릇에는 여성이 남성에게 구강성교를 하기 위해 몸을 구부리는 장면이 묘사되어 있으며, 다른 남성은 그녀의 항문에 딜도를 삽입하려는 모습이 그려져 있다.

## 건강, 안전 및 개인 정보 보호 문제
성인용품의 표준은 ISO 3533:2021에 설정되어 있다. 성인용품은 제품에 사용된 화학 물질 및 재료를 보고하는 등 특정 규정을 준수할 필요가 없다. 이 지위로 인해 제조업체는 장난감이 신기한 목적 이외의 다른 용도로 사용될 경우 책임을 지지 않는다. 화학물질의 등록, 평가, 허가 및 제한()과 같은 규제는 존재하며, 일부 성인용품은 이를 준수할 수 있지만, 제조업체가 준수 의무를 지는 것은 아니다. 2006년 그린피스 네덜란드 사무소에서 실시한 연구에 따르면, 테스트한 8개의 플라스틱 성인용품 중 7개에서 높은 수준의 프탈레이트가 발견되었다. 프탈레이트는 많은 사람들이 성인용품에서 찾는 가단성 있고 부드러운 효과를 만들기 위해 연화제로 첨가되는 화학 가소제이다.
성인용품 제조업체는 덜 복잡한 생산을 선택하는 경우가 많으며, 이 경우 성분 목록이 화학적 구성이나 성분 비율이 정확할 필요가 없다. 성인용품에는 CPSC가 어린이 장난감에서 금지한 프탈레이트와 같은 독소가 포함될 수 있다.
성인용품을 사용하기 전에 사용자는 예방 조치를 취해야 한다. 질이나 항문 내부에 손상을 줄 수 있는 찢어짐, 거친 솔기 또는 균열이 없는지 확인해야 한다. 또한 다공성 성인용품과 두 명 이상의 파트너가 공유하는 성인용품에는 콘돔을 사용해야 한다. 적절한 윤활제를 사용해야 한다. 실리콘 윤활제는 실리콘 장난감을 손상시키고, 오일 기반 윤활제는 라텍스 콘돔을 손상시킨다.
스마트 성인용품의 등장과 함께 데이터베이스 및 API 문제로 인해 발생할 수 있는 원치 않는 추적 또는 해킹에 대한 우려도 커졌다. 2016년, 보안 소프트웨어 회사 트렌드 마이크로는 일부 인터넷 연결 전자 성인용품이 사이버 공격에 취약하다는 것을 보여주었으며, 이로써 어니언 딜도닉스 분야가 탄생했다. 윤리적, 법적, 프라이버시 문제는 사라 제이미 루이스 등의 활발한 연구 분야이다. 그녀는 성인용품이 다른 장치와 마찬가지로 악성 소프트웨어에 취약하므로 제조업체와 기업은 사용자 보호를 위해 데이터 수집 정책에 대해 더 투명해야 한다고 경고한다.

## 관리
성인용품 세척은 성 건강과 성인용품 안전에 매우 중요하다. 세척을 통해 세균 감염, 성병 전파, 또는 임신의 가능성을 피할 수 있다. 다공성 성인용품은 세척하기 어렵고 번식하여 인체에 해를 끼칠 수 있는 박테리아를 숨길 수 있다. 비다공성 장난감은 세척하기 쉬워 잠재적으로 해롭지 않다. 성인용품을 세척할 때는 항상 따뜻한 물과 향이 없는 항균 비누를 사용해야 한다.
항문 장난감 (버트 플러그, 작은 딜도 등)
- 항문에 사용될 때, 직장 근육이 수축하고 물건을 위로 빨아들여 결장을 막을 수 있으므로 쉽게 분실될 수 있다. 이러한 심각한 문제를 방지하기 위해 플레어드 베이스 또는 끈이 있는 성인용품을 사용하는 것이 권장된다.[37]

비다공성 장난감
- 단단한 플라스틱 장난감: 장난감을 끓이지 말고 비누와 물로 씻는다.
- 실리콘 장난감: 식기세척기 상단 선반에 놓거나, 5~10분 동안 끓이거나, 물과 비누로 씻는다.
- 스테인리스강 장난감: 끓이거나 1:10 표백제-물 용액에 10분 동안 담그거나, 식기세척기 상단 선반에 놓거나, 비누와 물을 사용한다.

다공성 장난감
- 사이버스킨 및 비닐 장난감: 따뜻한 물로 닦고, 공기 건조시키고, 건조하고 끈적이지 않도록 소량의 옥수수 전분을 뿌린다.
- 나일론 장난감: 식기세척기 상단 선반에 놓거나 비누와 물로 씻는다.
- 고무 장난감: 박테리아가 재료에 흡수되므로 제대로 청소할 수 없으므로 항상 콘돔을 사용하는 것이 권장된다.

## 법적 문제

### 인도
인도에서는 성인용품이 불법이다. 성인용품 판매는 인도 형법 제292조에 따라 처벌 대상 범죄로, 성인용품은 외설적인 제품으로 간주된다. 성인용품 외에 어떤 책, 팸플릿, 종이, 글, 그림, 회화, 표현, 형상 또는 기타 물건도 음란하거나 음란한 흥미를 유발하는 경우 제292조에 의해 외설적인 것으로 간주된다. 이 범죄에 대한 처벌은 최대 2년의 징역이다.

### 일본
일본에서는 많은 딜도가 동물이나 헬로키티와 같은 만화 캐릭터, 토끼, 돌고래 등을 닮게 만들어져 장난감으로 판매될 수 있도록 하여 음란물 관련 법률을 피하고 있다.

### 말레이시아
말레이시아에서는 성인용품의 판매 및 수입이 불법이다.

### 남아프리카 공화국
성범죄법, 1957년의 18A조는 비정상적인 성행위를 수행하는 데 사용될 의도가 있는 물품의 제조 또는 판매를 금지했다. 비정상적인 성행위라는 용어는 질적 이성애 성교 이외의 모든 성행위를 지칭했으며, 이 금지는 레즈비언에 의한 딜도 사용을 막는 것을 표면적인 목적으로 했다. 더 이상 시행되지 않는 이 조항은 2007년 형법(성범죄 및 관련 사항) 개정법에 의해 폐지되었다.

### 미국
미국에서는 주요 상업 시설에서 성인용품과 윤활제가 점점 더 많이 판매되고 있다.
최근까지 미국 남부 주 및 일부 대평원 주에서는 직접적으로 또는 외설 장치를 규제하는 법률을 통해 성인용품 판매를 완전히 금지했다. 1999년 윌리엄 H. 프라이어 주니어, 앨라배마주 법무부 차관보는 성인용품 관련 사건에 대해 언급하며 이러한 장치가 어떤 목적으로 사용되는지에 대해 "사람이 오르가슴을 유발하는 장치를 구입할 근본적인 권리는 없다"고 말했다. 연방 항소 법원은 2007년 밸런타인데이에 앨라배마주의 성인용품 판매 금지법을 유지했다.
2008년 2월, 연방 항소 법원은 텍사스주의 성인용품 판매 금지 법규가 헌법 제14차 수정안의 사생활권을 침해한다며 해당 법규를 뒤집었다. 항소 법원은 로런스 대 텍사스 사건을 인용했는데, 여기서 미국 대법원은 2003년 동성 커플 간의 합의된 성관계를 금지하는 법규가 "사적인 친밀한 행위를 제한함으로써 공공의 도덕률을 강제하는 것"으로 위헌이라고 판결했다. 유사한 법규는 캔자스주와 콜로라도주에서도 무효화되었다.
《미국의 성 전쟁》 저자이자 성인용품의 도덕적 가치를 옹호하는 마티 클라인은 성인용품 금지를 성혐오증과 성기혐오증의 한 형태로 묘사하며 "개인의 자유가 엄청나게 침식되고 성에 대한 엄청난 경멸과 두려움이 농담이 아니다"라며 "미국 대법원은 우리의 오르가슴을 전쟁터로 선언했으며, 성인용품은 또 다른 희생자"라고 주장했다.

### 짐바브웨
짐바브웨의 검열 및 오락 통제 법률 중 일부는 성인용품 소지 및 수입을 불법화한다. 이는 성인용품이 음란하거나 외설적이며 공공 도덕에 해롭다고 간주되기 때문이다. 성인용품 또는 기타 금지되고 외설적인 자료를 소지하는 경우 벌금 및 1년 이하의 징역에 처해질 수 있다.

## 산업
2023년 현재 성인용품 산업은 전 세계적으로 352억 달러 규모로 추정된다. 2030년까지 이 산업의 가치는 627억 달러로 증가할 것으로 예상된다. 성인용품의 70%는 중국에서 제조된다. 성인용품은 다양한 유형의 지역 및 온라인 성인용품점에서, 성인 산업 관련 컨벤션에서, 그리고 성인용품 파티에서 판매된다. 그러나 휴대용 마사지기와 같은 일부 품목은 약국과 같은 주류 소매점에서 판매된다. 온라인 쇼핑/소매업체의 등장은 성인용품 산업의 급속한 성장에 기여하여 쉽고 discreet하게 구매할 수 있게 했다. 코로나19 봉쇄 이후 성인용품 판매는 60% 증가했다.

## 연구
성인용품은 수십 년 동안 의학, 임상심리학, 성과학, 퀴어학 등 다양한 학문 분야에서 과학적 연구의 대상이 되어 왔다.
성인용품의 유병률에 대한 일부 설문 조사 및 인터뷰 연구에 따르면, 모든 성별과 모든 성적 정체성을 가진 사람들이 단독 성행위(자위행위) 중, 그리고 다소 빈번하게 파트너 성행위 중에 성인용품을 사용하는 것으로 나타났다. 일부 국가(예: 호주, 중국, 독일, 미국)에서는 성인용품이 보편화되어, 인구의 많은 부분, 때로는 대다수가 이미 사용하고 있다. 이 연구들은 또한 LGBTQ+ 커뮤니티 구성원들이 이전에 바이브레이터를 사용해 본 경험이 더 많으며, 게이 또는 양성애자 남성의 약 절반과 레즈비언 또는 양성애자 여성의 75% 이상이 사용해 본 경험이 있다고 밝혔다.
많은 여성들은 바이브레이터를 삽입하지 않고, 자위나 성교 중에 직접적인 음핵 자극을 위해 외부적으로 사용한다. 반면 동성애 남성은 바이브레이터를 항문 삽입에 훨씬 더 자주 사용한다고 보고한다.
《징후: 여성 문화 및 사회 저널》의 2016년 연구에 따르면, 멕시코시티에서 여성들은 때때로 남성 파트너, 특히 불륜에 대한 벌로 성인용품을 구입한다.

## 같이 보기
- 히스테리아 (2011년 영화), 1880년 최초의 바이브레이터 발명에 관한 영화
- 섹스 돌
- 섹스 기계
- 성인용품점